# Yalik-Gletscher
Der Yalik-Gletscher ist ein 11,8 km langer an der Südostküste der Kenai-Halbinsel in Alaska. 
Der Gletscher liegt 100 km südwestlich von Seward im äußersten Südwesten des Kenai-Fjords-Nationalparks. Der 1,7 km breite Yalik-Gletscher endet etwa 5,4 km vom Meer entfernt an einem Gletscherrandsee. Dieser wird nach Süden zur nahe gelegenen Nuka Passage entwässert. Der Gletscher ist im Rückzug begriffen. Von der östlich gelegenen Yalik Bay, wo sich ein Zeltplatz befindet, ist der Gletscher leicht zugänglich. 